# Baetulo
Baetulo (llatí: Baetulo, en ibèric , Baitolo) és una ciutat que fundaren els romans en un turó vora el mar cap a l'any 100 aC, on actualment se situa la ciutat de Badalona. El recinte emmurallat de la ciutat ocupava un espai aproximat d'11 hectàrees i formava part d'un projecte de fundacions properes al litoral mediterrani. Cal destacar l'excepcionalitat de Baetulo, atès que a Catalunya hi ha pocs exemples de ciutats habitades en l'actualitat que tinguin unes restes d'aquesta magnitud. La declaració de Baetulo com a Bé Cultural d'Interès Nacional (BCIN) el 1995, confirmà definitivament aquesta excepcionalitat.

## Història
La ciutat va ser fundada pels romans ex novo sobre el turó d'en Rosés, limitat per les rieres de Canyet i Matamoros, i el mar. La ciutat era continuadora del poblat ibèric del Turó d'en Boscà, on se situava la seca ibèrica de Baitolo. Aquest poblat fou abandonat entorn de l'any 100 aC, i poc després, al primer quart del segle i aC, es fundà la nova ciutat romana. Aquesta datació s'ha pogut obtenir gràcies als estudis a partir dels estrats d'anivellació i la preparació del terreny per a construir-hi; per les restes arqueològiques, principalment materials ceràmics de vernís negre procedents d'excavacions antigues i, per tant, sense un context estratigràfic; i pel sistema constructiu del recinte emmurallat. La ciutat romana apareix esmentada a l'obra de Pomponi Mela De Chorographia, de l'any 43-44 dC, i en la Naturalis Historiae de Plini el Vell, del segle i dC.
Entre les primeres estructures localitzades hi ha un suburbium a l'Illa Fradera, sota l'actual estació de Badalona Pompeu Fabra, que degué acollir la població mentre es bastia la nova ciutat. En una excavació urbana a la plaça Alcalde Xifré es va trobar un segment de la Via Augusta amb edificis de tipus metal·lúrgic industrial i un altre amb nombrosos stylus, tots datables de final del segle ii aC, que encaixarien amb una possible funció militar administrativa dels moments anteriors a l'establiment de la ciutat de Bètulo. Posteriorment, als anys 90-80 aC o bé 80-70 aC segons l'autor, es construí, la nova ciutat, dissenyada sobre un pla ortogonal, la qual constituí una vertadera població iberoromana, per tal com els pobladors no eren pas colons itàlics ans indígenes ibers, com ho prova el fet que gairebé tota l'epigrafia de la primera meitat del segle i aC a Bètulo és en ibèric, i els noms de tots els ciutadans coneguts per aquest període també són ibèrics.
Més tard, Plini qualifica Bètulo d'oppidum civium romanorum, una fortificació de ciutadans romans, de manera que en algun moment abans de la segona meitat del segle i dC la ciutat degué rebre colons itàlics. A més d'urbana defensiva, neix també com una forma de complir la reforma de l'exèrcit de Màrius, que donava terres als legionaris veterans. El repartiment entre els colons va ser d'una propietat petita i mitjana, i la colonització per tot el territori de Baetulo va ser força dispersa. Amb el temps, la ciutat també es va tancar dins d'una muralla.
Va ser una ciutat molt dinàmica. Sobretot durant el període de més prosperitat, l'època d'August, amb una economia agrícola especialitzada en la producció i exportació de vi, i que durarà fins a bona part del segle i. Es pensa que durant aquest període es va embellir la ciutat, i es va renovar els edificis vells.
A partir de finals del segle i dC i durant el segle ii, s'hi fan canvis, amb la inutilització de canalitzacions i clavegueram, i amb el canvi de funció d'algunes de les cases benestants de la part alta de la ciutat, per una nova activitat artesanal, industrial o comercial, o fins i tot residències més humils, mentre que les residències de les famílies benestants es traslladarien a les villae escampades pel territori. Tanmateix, en aquest moment, justament a final del segle i dC, Baetulo assoleix la categoria de municipium i el ius latii, d'ençà es troben documents a les institucions, i els seus magistrats als documents epigràfics.
Tot i que ençà el segle iii la ciutat comença a decaure, s'ha documentat estratigràficament una continuïtat d'hàbitat a la part baixa de la ciutat fins a les darreries del segle v i els inicis del segle vi, amb unes quantes fases constructives i cronològiques.

## Història de les excavacions

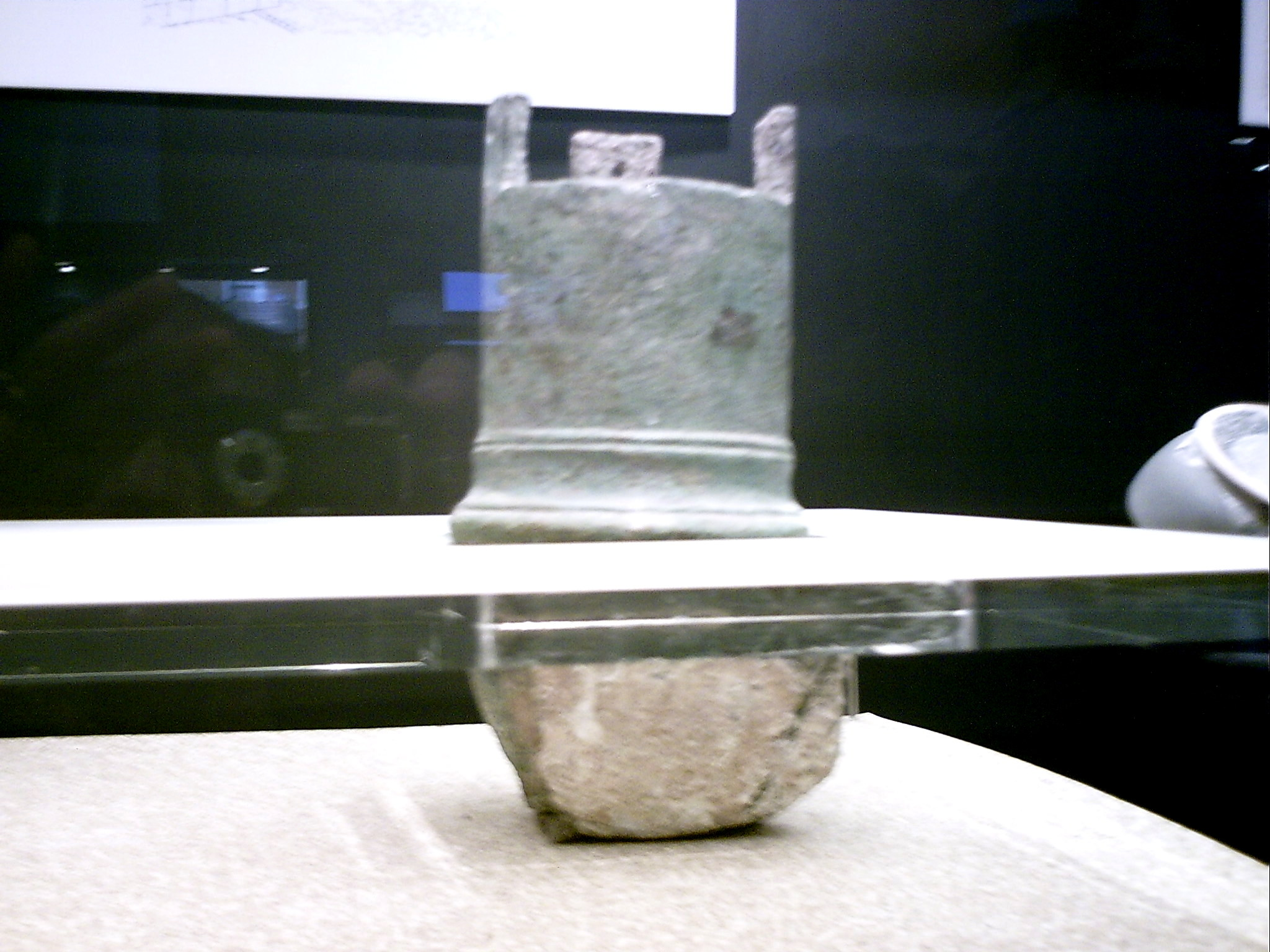
Una de les pollegueres de la muralla trobades durant les excavacions de 1934-1936

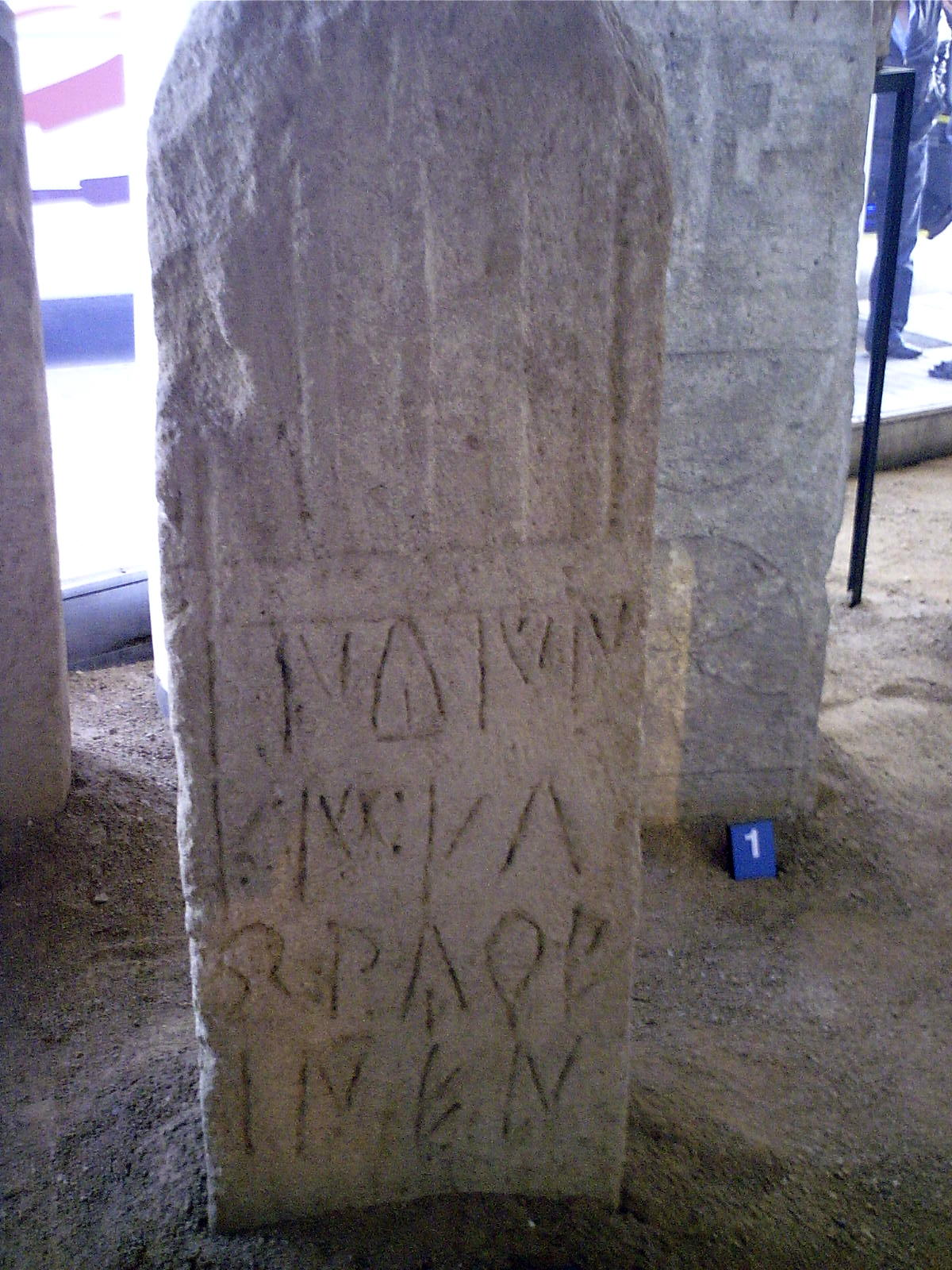
Estela ibèrica del museu

Les restes arqueològiques de Baetulo es van començar a excavar de manera regular a partir del segle xx. Abans de la Guerra civil, fou l'Agrupació Excursionista de Badalona, fundada el 1925, la que encapçalà la secció d'arqueologia i història de la ciutat. Durant la guerra, entre 1934 i 1936, Joaquim Font i Cussó excavà en el Clos de la Torre, uns terrenys que romanien sense edificar de l'edat mitjana, posant al descobert nombroses restes, com una Venus o unes pollegueres de la muralla. En la mateixa època, s'impulsa un primer museu propietat de l'agrupació. Al final de la guerra, el 1940, moltes troballes foren espoliades i traslladades a Barcelona i l'agrupació fou dissolta.
Després de la guerra, fou Josep Maria Cuyàs qui reprengué les excavacions de les restes romanes, però només ho podia fer en moments puntuals, bàsicament per motiu d'obra, fins a 1954, quan Josep de Calassanç Serra i Ràfols el nomena Comissari d'Excavacions Locals de Badalona. Les excavacions esdevingueren més nombroses i les restes més importants. El 1955, Cuyàs va descobrir les termes de Baetulo, i pel seu magnífic estat de conservació, a les autoritats els va resultar impossible el soterrar-les o ignorar-les. El mateix any es posa la primera pedra del museu, que se situarà sobre les termes, i que fou inaugurat el 1966.
El 1979, es va tornar a excavar el solar del Clos de la Torre, car s'hi volia construir uns edificis destinats a habitatges i a la projecció d'una plaça. Un cop construït l'edifici, fou declarat il·legal pel Tribunal Superior de Justícia, s'enderroca i passa a propietat pública. Es torna a excavar ara en extensió, i a conseqüència de la importància de les restes trobades, la decisió per part del Museu i l'Ajuntament va ser conservar el terreny com a zona arqueològica i representà una nova línia d'actuació pel que fa a la preservació del patrimoni badaloní.
Durant els anys setanta i vuitanta, també s'inicia una lluita per aconseguir el retorn de les restes arqueològiques de Badalona que es trobaven al Museu Arqueològic de Barcelona. El 1981, s'aconsegueix el retorn de la Venus de Badalona i, posteriorment, la Tabula Hospitalis, l'estela ibèrica de Can Peixau o les pollegueres de la muralla.
A banda del nucli urbà, circumscrit al barri de Dalt de la Vila, a Badalona també s'han excavat un seguit de vil·les escampades per l'actual territori badaloní, algunes de les quals ja no es conserven avui dia, com can Peixau, al Raval, on es trobà una estela ibèrica. Aquestes vil·les eren centres de producció agrícola i ramadera situades en àmbits rurals.
Els darrers anys les troballes han continuat, sempre vinculades a excavacions d'urgència en obres urbanes, i les aportacions al patrimoni no s'han aturat. Així, entre 2006 i 2009, en el context de les obres de l'estació de Badalona-Pompeu Fabra de la línia 2, a l'Illa Fradera, es trobà un primer nivell del primer quart del segle i aC amb edificis destinatgs a habitatges; un segon nivell que va del 40 aC al segle i dC amb un complex terrisser, i finalment restes d'un ús agrícola i de necròpolis, que s'estenen fins al segle ii dC. Les troballes foren traslladades al museu, però el jaciment no fou conservat. Més tard, el 2017, durant les obres de la via lateral de la c-31, prop de ca l'Andal, es varen trobar un conjunt de domus del segle i aC, amb paviment, pintures murals i un mosaic sencer ben conservat, a més de rases de vinya al turó d'en Rosés que confirmen que llavors la vinya ja era part del paisatge de Bètulo. A més, es va trobar la claveguera del cardo maximus i una línia més d'insulae, que s'alineava amb la part nord de l'autopista, fet que confirma que la ciutat era més gran que no es pensava. A més, el 2019 es va trobar una vil·la romana als terrenys de l'antiga fàbrica l'Estrella i, en unes altres excavacions, un segment de la via Augusta a la plaça Alcalde Xifre durant la construcció d'una promoció de cases; les troballes incloïen uns primers nivells ibèrics del segle iv aC, un obrador metal·lúrgic del segle ii aC, un ustrinum del segle i dC, un mausoleu i un edifici coronat amb un absis de funció desconeguda del segle v, fet que indica que els suburbis de Bètulo, als laterals de la via Augusta, eren plens d'usos. Aquestes darreres restes sí que hi ha intenció de museïtzar-les incloent-les al museu de Badalona.
El setembre de 2020, hom va trobar les restes de dues domus en una intervenció arqueològica al carrer del Temple.

## Restes arqueològiques

### Espais visitables

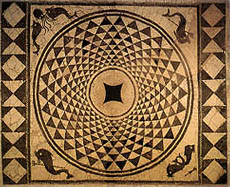
Mosaic de la casa dels dofins, amb aquests animals com a decoració característica

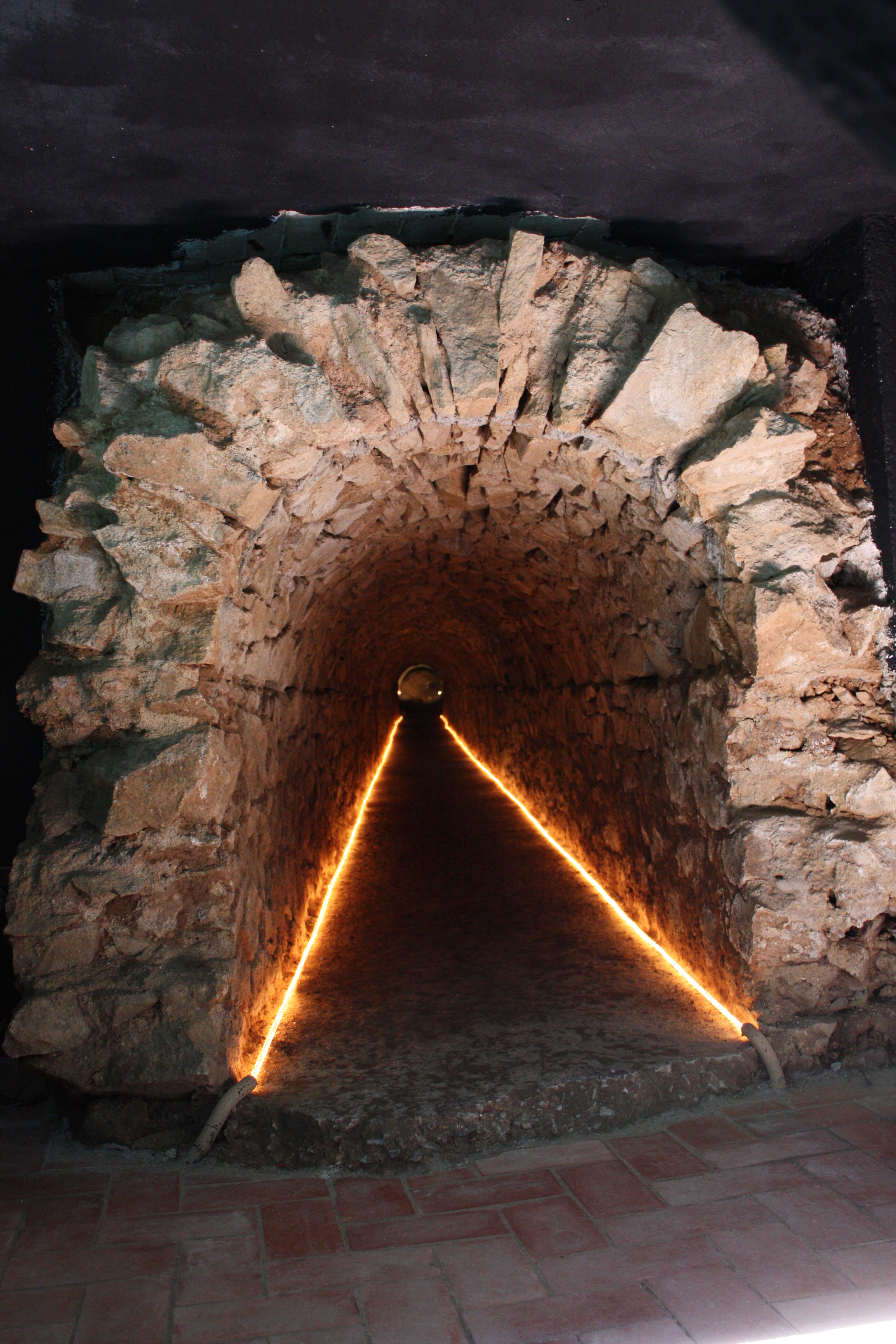
Conducte d'aigües del carrer Pujol

- Termes, Decumanus i exposició permanent al subsòl del Museu de Badalona i de la plaça de Font i Cussó: aquests espais abans estaven separats; el 2008, es va presentar el projecte de remodelació del museu i la connexió de l'espai de les termes amb el Decumanus; l'exposició permanent s'exposava a la planta baixa del museu, amb peces habituals com la Venus de Badalona o la Tabula Hospitalis.[17] Fou traslladada al subsòl, tot incorporant noves peces cedides i retornades principalment del Museu d'Arqueologia de Catalunya. El 2010, es duen a terme les obres que van ampliar el jaciment fins a crear un nou espai de 3.400 m2 i amb una museïtzació totalment renovada.[18] Les termes eren els banys públics de la ciutat, situades a la seva part inferior: es divideix en els tres àmbits de temperatura: frigidarium, tepidarium i caldarium, a més de la palestra —on es feien exercicis gimnàstics— i el peristil —petit jardí. D'altra banda, sota la plaça de Font i Cussó, trobem un espai proper a la zona del fòrum, el decumanus i el cardo maximus amb un conjunt d'insulæ —habitatges— i a l'altra banda, tabernæ —botigues.[2]

- Domus dels Dofins: excavada el 1984 en un solar del carrer de Lladó, allà on es coneixien les restes d'una casa romana excavada per Serra i Ràfols i l'Institut d'Estudis Catalans als anys vint. L'aparició de la domus, única casa conservada, fins al moment, a Badalona d'aquest tipus d'habitatge de classe alta romana, i la importància dels mosaics que encara s'hi conservaven van fer replantejar la construcció d'un edifici de pisos que s'hi havia projectat, i es deixà la planta baixa lliure d'edificació per deixar les restes visibles i visitables del 2008 ençà, els caps de setmana.
- Domus de l'Heura: casa situada just al costat de la domus dels Dofins al carrer de Lladó; el seu descobriment fou l'any 1999 en enderrocar una casa per construir-hi un habitatge. Les seves característiques, molt similars a l'altre domus del mateix carrer i les seves dimensions, més grans que l'anterior, així com la seva decoració de mosaics i elements decoratius, han permès deixar la planta baixa visible al públic i edificar-hi a sobre. S'estan duent a terme les obres de restauració i consolidació de la casa.

- Jardí de Quint Licini: són les restes d'una piscina romana d'una domus, construïda a finals del . Se situa en el subsòl de la plaça de l'Assemblea de Catalunya, davant de la via Augusta. Possiblement va pertànyer a Quint Licini, un patrici protagonista del pacte signat amb els baetulonenses a la Tabula Hospitalis el 98 dC. Consta d'una recreació virtual de com hauria sigut el jardí.[19][20]

- Conducte d'aigües: únic conducte d'aigües romà conservat a Badalona, construït en volta de canó, recoberta de calç i ceràmica, i emprat en època de Tiberi per a proveir la ciutat d'aigua. Actualment, és l'únic conducte d'aquest tipus visitable a Catalunya, en un tram de 40 metres, dels 98 que se'n conserven. El seu accés es troba al carrer d'en Pujol.[21][22]

### Espais de visita restringida

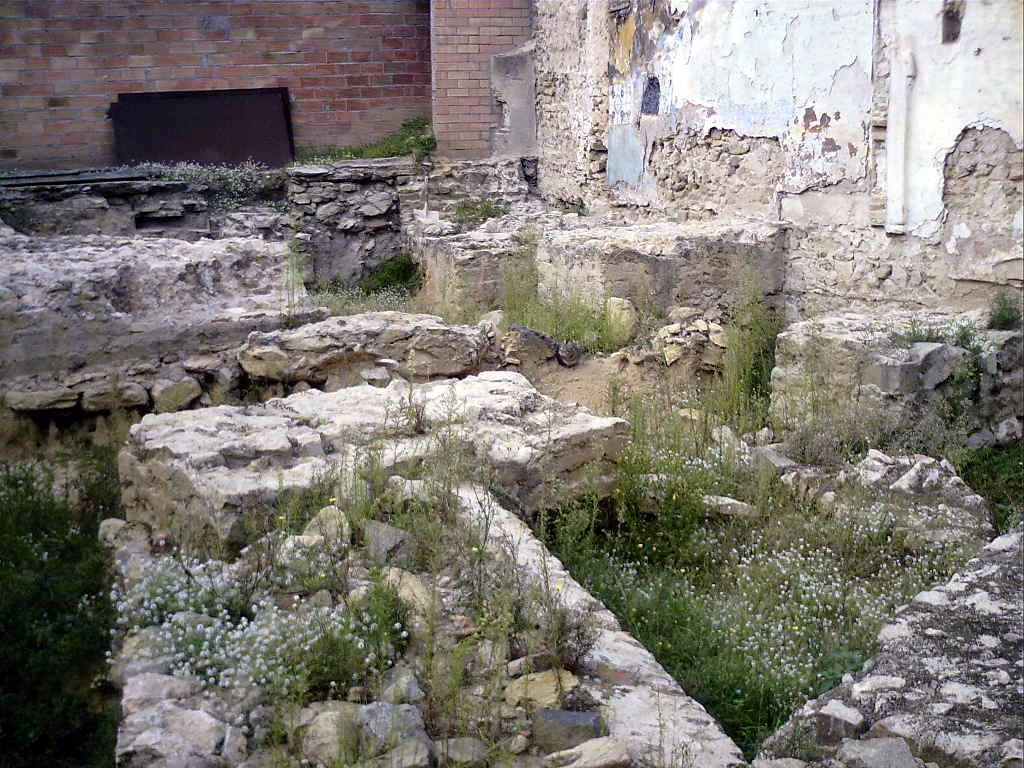
Fonaments del teatre romà a la vista al carrer de les Eres

Aquests espais es poden visitar en jornada de portes obertes, coincidint normalment amb l'acte de la Magna Celebratrio.
- Teatre romà: tot i la coneixença del teatre romà de Badalona pels plànols actuals de la ciutat i les escasses prospeccions que en aquest sector s'hi han fet, fins a l'any 2000 no es va poder constatar la seva presència en descobrir-se'n part dels fonaments. És visible del carrer de les Eres estant.

- Restes de la plaça de la Constitució: aparegudes en excavar aquesta plaça per obres en un edifici. Es va trobar part d'un carrer i una claveguera, així com els fonaments d'un gran podi o petit temple relacionats amb el teatre romà. D'acord amb la importància i la monumentalitat, es va plantejar a la immobiliària la possibilitat d'integrar aquestes estructures dins la nova edificació, que hi donà el vistiplau.[23]

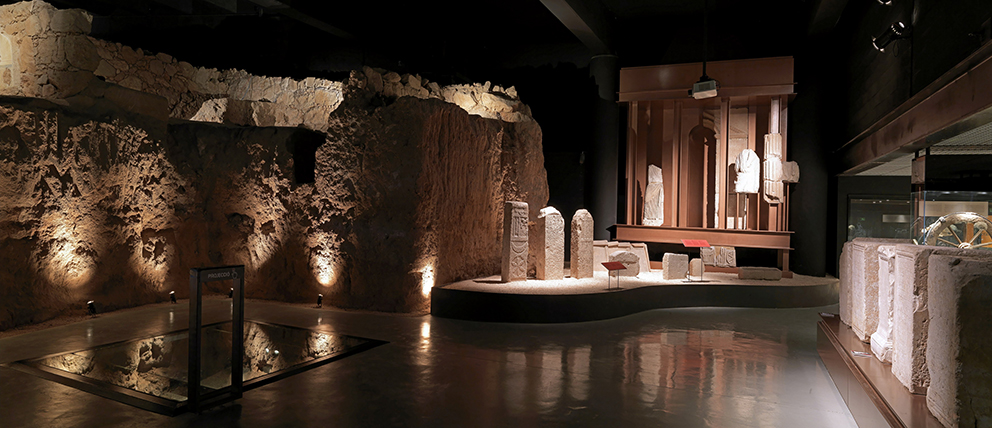
Vista general de l'exposició "Baetulo, ciutat romana" al Museu de Badalona.